# Christophe Valdermarsen
Christophe Valdemarsen danois Christoffer Valdemarsen né vers 1150 - mort le 15 juin 1173), prince danois qui fut duc de Sønderjylland de 1167 à 1173.

## Biographie
Christophe est le fils illégitime du roi Valdemar Ier de Danemark, né de sa relation avec sa maîtresse Tove. Son père veille sur son éducation et la confie à de bons enseignants. Il participe aux combats contre les Wendes et devient le page de l'évêque guerrier Absalom. En 1167 son père le nomme duc de Sønderjylland après avoir écarté Buris Henriksen et le charge de combattre les Wagriens. Il est présent lors d'un conseil à Ringsted au mois d'avril 1173 mais il meurt subitement le 15 juin suivant. Il est inhumé dans la nécropole royale de l'église Saint-Bendt.

## Source
- (da) Dansk biografisk Lexikon / III. Bind. Brandt - Clavus / p. 580-581 Christoffer 1150-1173 Hertug.